# Çavdaruşağı, Yahyalı
Çavdaruşağı là một xã thuộc huyện Yahyalı, tỉnh Kayseri, Thổ Nhĩ Kỳ. Dân số thời điểm năm 2008 là 269 người.